# روبن کالماچه
روبن کالماچه (انگلیسی: Cani؛ زادهٔ ۳ اوت ۱۹۸۱) بازیکن سابق فوتبال اهل اسپانیا است که در پست هافبک راست و چپ در زمین بازی می‌کرد.
او در طول دوران حرفه‌ای خود تقریباً به طور انحصاری با ساراگوسا و ویارئال بازی کرد.